# 快速約會
快速约会（或稱閃電約會或極速約會，英文為Speed Dating）是一种有组织的联谊或约会模式，目的就是为了鼓励人们在短时间内与大量的陌生人见面。它最初是犹太人发明的一种婚恋方式。「SpeedDating」已成为Aish HaTorah的注册商标。

## 起源和发展
最初的極速约会於1998年末在美國加利福尼亚州比佛利山（Bevery Hills）的皮特咖啡馆举行  之后就有商业服务组织在全美提供相关服务。2000年，極速约会迅速发展，特别是由于在电视剧《欲望都市》（Sex and the City）中的出现让很多人了解了这种婚恋形式。
研究发现 1 个人在普通社交圈只能够平均 1 个月认识 1 位单身异性甚至更少，而在極速約會配对的 1 次聚会中大约可以认识 15位希望找到另一半的异性。不同的極速约会对参加者有不同要求，例如学历／年龄／行业／兴趣等，继而令参加者双方都更容易找到乎合条件的对象。
極速約會是一種交友配對的活動，在一個餐廳裡，每一對男女有短暫的時間，讓雙方留下印象及初步了解。時間一到，男生們就要移到下一位去認識另一個新的女生。這樣的活動可以讓尋伴的人在很短的時間內認識很多新的朋友和可能發展的伴侶。
極速約會的特色就是參加者能夠在短時間內認識大量的異性。這快速又有效率的方式對於忙碌又貪方便的都市人很具吸引力。參加極速約會另一個的好處是如果遇到聊不來的異性，參加者不用擔心被絆住太久，就可以結束談話。其實每一對聊八分鐘也許就足夠了，具研究顯示，對一個人的好感，在見面十秒鐘內就可以決定。

## 组织形式
男女参加者会被安排进行一系列短小的约会，根据活动组织的不同，一般是3到8分钟。在约会期间，双方可以询问互相的情况并简短交谈感兴趣的话题。主持人以鸣钟或者敲击玻璃杯作为一次约会结束的信号，这时交谈者就应当停止当前的谈话，并和下一位参与者开始新一轮的交谈。在活动最后，组织者会提供一张表格，由参与者写出自己心仪的交谈者，如果两人都列出了对方的姓名，那么双方将得到对方的联系方式。但是在活动过程中是严格禁止交换联系方式的，主要是防止出现当面拒绝这样的尴尬场面。
这种活动一般需要预约，通常要用信用卡网上支付活动费用。但有时为了平衡性别比例，也会允许中途参加者。
目前在歐美國家有很多这样的極速约会。一般情况下，一次活动都会为某一个特定年龄段而组织，又是可能男性的年龄段会稍大一些。另外还有为特定群体组织的極速约会，如毕业生、同性恋者、书虫、特定种族以及特定宗教。

## 发展趋势
在男女比例持續失衡的城市，基於持續開放的社會風氣，快速约会已开始逐渐流行并广为接受。